# REMIXion
『REMIXion』（リミックション、日本語発音: [ɺimik:ɯɕon]）は、日本のロック・バンド、サカナクションのリミックス・アルバム。2008年10月15日にビクターエンタテインメントの傘下のレーベル、BabeStar Labelよりリリース。

## 背景
サカナクションは、2005年春に北海道札幌市で結成された。バンドは2008年8月6日に配信ライブ・アルバム、『「NIGHT FISHING IS GOOD」TOUR 2008 in SAPPORO』をリリース。「REMIXion」は配信アルバムとしては2枚目、サカナクションの作品としては2枚連続の配信作である。
アルバムの1曲目、「三日月サンセット」はデビューアルバム、『GO TO THE FUTURE』に収録された楽曲であり、今作では日本のディスクジョッキー、Fantastic Plastic Machineがリミックスを担当している。また、2曲目の「サンプル」はアルバム、『NIGHT FISHING』に収録された楽曲であり、今作は日本のディスクジョッキー、Kuniyuki Takahashiによってリミックスされている。また、「三日月サンセット」はFantastic Plastic Machineによってリリース前にプロモーションとして、リミックスがMySpaceに配信された。2曲はその後、2015年にリリースされたアルバム、『懐かしい月は新しい月 〜Coupling & Remix works〜』にリマスタリングされ、収録された。

## 収録曲
| 全作詞・作曲: 山口一郎。 |                                          |          |            |      |
| #                        | タイトル                                 | 作詞     | 作曲・編曲 | 時間 |
| 1.                       | 「三日月サンセット（FPM EVERLUST MIX）」 | 山口一郎 | 山口一郎   | 6:05 |
| 2.                       | 「サンプル（cosmic version）」           | 山口一郎 | 山口一郎   | 8:11 |
| 合計時間:                | 合計時間:                                | 14:16    |            |      |

## 発売日一覧
| 国   | 発売/発信元                          | 発売日         | 規格                   | 規格品番    | 出典  |
| ---- | ------------------------------------ | -------------- | ---------------------- | ----------- | ----- |
| 日本 | BabeStar Label(Victor Entertainment) | 2008年10月15日 | デジタル・ダウンロード | VEAML-22605 | [ 6 ] |
| 韓国 | NHNバッグス(J-Box Entertainment)     | 2009年5月1日   | デジタル・ダウンロード |             | [ 7 ] |